# Eurycope linearis
Eurycope linearis är en kräftdjursart som beskrevs av Yakov Avadievich Birstein 1963. Eurycope linearis ingår i släktet Eurycope och familjen Munnopsidae. Inga underarter finns listade i Catalogue of Life.